# Sarah Jezebel Deva
Sarah Jezebel Deva właściwie Sarah Jane Ferridge (ur. 25 lutego 1977 w Londynie) – brytyjska wokalistka. Znana z występów w grupie muzycznej Angtoria oraz współpracy z Cradle of Filth, Therion, Mad Dog czy The Kovenant.
Deva zaczęła karierę w wieku 11 lat występując w teatrze Queen’s. Ze swoim pierwszym zespołem zagrała tylko jeden koncert, ale nie odnalazła się w stylistyce punkowej. Zaczęła pisać własne teksty i nagrała demo. W wieku 16 lat zainteresowała się muzyka metalową i od tego czasu uczestniczyła w wielu sesjach nagraniowych. W latach 1996–2009 współpracowała z grupą Cradle of Filth, natomiast w latach 2001-2011 występowała w grupie Angtoria.

## Dyskografia
| Cradle of Filth - V Empire or Dark Faerytales in Phallustein (1996) - Dusk...and Her Embrace (1996) - Cruelty and the Beast (1998) - From the Cradle to Enslave (1999) - Midian (2000) - Bitter Suites to Succubi (2001) - Heavy, Left-Handed and Candid (2001) - Lovecraft & Witch Hearts (2002) - Live Bait for the Dead (2002) - Damnation and a Day (2003) - Mannequin (2003) - Nymphetamine (2004) - Thornography (2006) Therion - Vovin (1997) - Crowning of Atlantis (1999) - Live in Midgård (2002) | Solo - A Sign of Sublime (2010) - The Corruption of Mercy (2011) Mortiis - The Stargate (1998) - The Smell of Rain (2001) Pozostałe - The Kovenant - Nexus Polaris (1997) - Tulus - Mysterion (1997) - Graveworm - Underneath the Crescent Moon (1998) - Mystic Circle - Infernal Satanic Verses (1999) - The Gathering - Black Light District (2002) - Mendeed - From Shadows Came Darkness (2004) - Mad Dog - Howling at the Moon (1993) - Angtoria - God Has a Plan for Us All (2006) Various artists - Emerald / A Tribute to the Wild One Thin Lizzy Tribute (2003) - The Lotus Eaters Dead Can Dance Tribute (2004) |